# A Walk in the Park
A Walk in the Park – szósty singel Namie Amuro, wydany 27 listopada 1996 przez wytwórnię avex trax. Singel był duzym sukcesem – sprzedano 1 066 580 kopii. Utrzymywał się w rankingu Oricon przez jedenaście tygodni.

## Lista utworów
| 1. | A Walk in the Park (Straight Run)                | 5:39  |
|    |                                                  |       |
| 2. | A Walk in the Park (Fabulous Freak Brothers Mix) | 7:01  |
|    |                                                  |       |
| 3. | A Walk in the Park (Back Track with TK)          | 5:36  |
|    |                                                  |       |
|    |                                                  | 18:16 |
|    |                                                  |       |

## Wystąpienia na żywo
- 22 listopada 1996 – Music Station
- 23 listopada 1996 – CDTV
- 26 listopada 1996 – P-Stock
- 30 listopada 1996 – Pop Jam
- 2 grudnia 1996 – Hey! Hey! Hey! Music Champ
- 3 grudnia 1996 – Utaban
- 6 grudnia 1996 – 29th All Japan Cable Awards
- 13 grudnia 1996 – Music Station
- 16 grudnia 1996 – Asia Live Dream '96
- 21 grudnia 1996 – Pop Jam X'mas Special
- 23 grudnia 1996 – Hey! Hey! Hey! Music Champ X'mas
- 24 grudnia 1996 – Utaban
- 25 grudnia 1996 – X'mas Special in New York
- 27 grudnia 1996 – Music Station Special Super Live 1996
- 10 lutego 1997 – Hey! Hey! Hey! Music Champ
- 5 marca – 1997 11th Japan Gold Disc Award
- 27 marca 1997 – TK Pan-Pacific Tour
- 27 grudnia 1999 – SMAP X SMAP
- 3 grudnia 2003 – FNS Music Festival
- 5 czerwca 2006 – SMAP X SMAP

## Oricon
| Diagram                                                    | Pozycja |
| ---------------------------------------------------------- | ------- |
| Dzienny diagram Oricon (w pierwszym dniu sprzedaży)        | #1      |
| Tygodniowy diagram Oricon (w pierwszym tygodniu sprzedaży) | #1      |
| Miesięczny diagram Oricon (w pierwszym miesiącu sprzedaży) | #3      |
| Roczny diagram Oricon                                      | #13     |